# Уатопа (тауншип, Миннесота)
Уатопа (англ. Watopa) — тауншип в округе Уабаша, Миннесота, США. На 2000 год его население составило 265 человек.

## География
По данным Бюро переписи населения США площадь тауншипа составляет 92,3 км², из которых 91,7 км² занимает суша, а 0,6 км² — вода (0,62 %).

## Демография
По данным переписи населения 2000 года здесь находились 265 человек, 95 домохозяйств и 72 семьи.  Плотность населения —  2,9 чел./км².  На территории тауншипа расположено 102 постройки со средней плотностью 1,1 построек на один квадратный километр. Расовый состав населения: 100,00 % белых. Испанцы или латиноамериканцы любой расы составляли 1,13 % от популяции тауншипа.
Из 95 домохозяйств в 35,8 % воспитывались дети до 18 лет, в 70,5 % проживали супружеские пары, в 3,2 % проживали незамужние женщины и в 23,2 % домохозяйств проживали несемейные люди. 18,9 % домохозяйств состояли из одного человека, при том 5,3 % из — одиноких пожилых людей старше 65 лет. Средний размер домохозяйства — 2,79, а семьи — 3,25 человека.
28,7 % населения младше 18 лет, 7,9 % в возрасте от 18 до 24 лет, 24,9 % от 25 до 44, 30,6 % от 45 до 64 и 7,9 % старше 65 лет. Средний возраст — 38 лет. На каждые 100 женщин приходилось 119,0 мужчин.  На каждые 100 женщин старше 18 приходилось 125,0 мужчин.
Средний годовой доход домохозяйства составлял 47 813 долларов, а средний годовой доход семьи —  66 042 доллара. Средний доход мужчин —  34 063  доллара, в то время как у женщин — 22 083. Доход на душу населения составил 21 418 долларов. За чертой бедности находились 4,8 % семей и 2,6 % всего населения тауншипа, из которых 8,7 % старше 65 лет.